# NQ Большого Пса
NQ Большого Пса (лат. NQ Canis Majoris) — одиночная переменная звезда в созвездии Большого Пса на расстоянии приблизительно 6120 световых лет (около 1877 парсеков) от Солнца. Видимая звёздная величина звезды — от +10,12m до +9,81m.

## Характеристики
NQ Большого Пса — бело-голубая пульсирующая переменная Be-звезда (BE:) спектрального класса B или OB-n.